# Caradrina zernyi
Caradrina zernyi är en fjärilsart som beskrevs av Charles Boursin 1936. Caradrina zernyi ingår i släktet Caradrina och familjen nattflyn. Inga underarter finns listade i Catalogue of Life.